# محمد يونس القاضي
محمد يونس القاضي (1 يوليو 1888 - 1 يونيو 1969) هو كاتب أغاني وملحن وصحفي مصري، تجاوزت أعماله المسرحية 58 عملا مسرحيا متعدد الأوجه، قام بتأليف العديد من الأغاني المعروفة والتي غناها سيد درويش والتي أثرت في الشارع المصري أو تحولت إلى جزء من التراث المصري ومنها زورونى كل سنة مرة واهو ده اللى صار وانا هويته وانتهيت ويابلح زغلول ويا عزيز عيني، وأيضاً (بلادي بلادي بلادي) والتي أصبحت النشيد الوطني لجمهورية مصر العربية.

## حياته
ولد محمد يونس القاضي في الأول من يوليو عام 1888 لأبوين من اسرة عريقة بقرية النخيلة التابعة لمركز أبو تيجىبمحافظة اسيوط فوالده هو القاضي يونس أحمد الشهير باسم يونس القاضي ووالدته هي السيدة عائشة الحريري من اعيان القاهرة الفاطمية ومحمد يونس القاضي ارتبط وطنيا وروحيا بالزعيم مصطفى كامل وقد استمد شاعرنا القاضي كلمات نشيد «بلادى بلادى لك حبي وفؤادى» من خطبة للزعيم الذي كان يرعى الشاعر ثقافيا ومعنويا وقد تربي على ونشا في ظلال مدرسة الزعيم وقد تعرف اليه عام 1905 حين كتب مقالة في «جريدة اللواء» يهاجم فيها الإنجليز وعن ذلك اللقاء يقول القاضي: «خرجت من عنده وانا متحمس جدا وبدأت قي تاليف الجمعيات الوطنية بالازهر»، ولا ينسي بالطبع ما قاله له الزعيم مصطفى كامل: «يا شيخ يونس انا بخطب بالفصحى والفرنسية والإنجليزية ولكن الناس قي حاجة لمن يحدثهم بلغتهم وأنت الوحيد الذي يستطيع ذلك»، وقد ترجم القاضي هذه الكلمات في أعماله الفنية وقي نشاطاته السياسية الوطنية حيث كان يقوم بشرح خطب الزعيم كامل التي كان يلقيها بالعربية الفصحى وكان يترجم أيضا محتويات خطبه بالإنجليزية والفرنسية إلى اللغة العامية لأبناء قريته النخيلة.

## اعتقاله
قد دفع يونس القاضي ضريبة اغانيه ومسرحياته الوطنية انه تعرض للاعتقال 19 مرة وقد اعتقله الإنجليز ذات مرة حين راوا الجماهير تردد اغانى مسرحياته في المظاهرات وكما يروي في أحاديثه الصحفية ان وكيل الداخلية انذاك ويدعى نجيب باشا قال له بعد أن امسك الجبة والقفطان الذي يرتديه القاضي: «بدل ماتقول الكلام الفارغ ده دور ازاى تصنع جبة في بلدك الأول» ويعلق القاضي علي هذا الحادث قائلا: «هذا الكلام ظل في راسي إلى ان بدأت انادى في الروايات والمسرحيات التي اكتبها بإنشاء المصانع ومنها أغنية اهو ده اللى صار.. ما لكش حق تلوم علىّ» لذلك لم يكن غريبا عليه ابداع مثل هذا النشيد العبقري «بلادى بلادى» الذي لا يزال يعيش في وجدان الاجيال ولم لا فالقاضي له دوره الكبير والرائد في نشر الثقافة الوطنية وبالإضافة إلى كتبه السياسية كان له السبق والباع الطويل في تاليف الاغانى الوطنية وكانت السيدة منيرة المهدية أول من غنت هذه النوعية.

## علاقاته

### سيد درويش
تجلت عبقرية القاضي في الاغنيات الوطنية عند التقائه بالشيخ سيد درويش عام 1917 حين كان سيد هاربا بعد أن حطم ضلوع زوجته جليلة ومن طرائف اللقاء ان القاضي بادر درويش بعد أن دله احدهم عليه بعد رحلة عناء: انا كنت فاكر الشيخ سيد ضرير وعجوز مهكع واجابه سيد على الفور وحياة النبى انا كنت فاكرك اعمى واقرع ونزهى " وامتدت صداقتهما بعد هذا اللقاء واثمرت باقة من الاغانى المهمة منها العاطفى والوطني

### محمد عبد الوهاب
وتمتد علاقات القاضى بأساطين الطرب والموسيقى فيقول في أحد حواراته الصحفية عن علاقته بالموسيقار محمد عبد الوهاب "عرفت عبد الوهاب قبل أن أقدمه إلى الشيخ سيد دريش بببضع سنوات وكان يعمل في محل الترزى احمد يوسف وكان شقيقه محمد يوسف فنانا قديرا فلفت انظارنا إلى الصبي الصغير الذي يرتدى الجاكيته فوق الجلباب وكنت وقتئذ اعد رواية لفوزي الجزايرلي وهو على صلة بالشيخ حسن عبد الوهاب شقيق محمد وطلبنا منه ان ياتى لنا بشقيقه ليغنى بين فصول الرواية يقصد المسرحية وجاء عبد الوهاب وغنى بثلاثة قروش صاغ في الليلة ويضيف القاضى ولكن كان هناك اجرا ادفعه انا لعبد الوهاب سواء غنى أو لم يغن وكان يرفض الغناء الا إذا تناول طبق العاشورة.. إلى ان يقول وحين توفى الشيخ سلامة حجازي عام 1916 انفسح المجال لعبد الوهاب واتيحت له فرصة الغناء والتمثيل في المسرحيات مثل شهوزاد المعروفة باسم شهرزاد وبعدها غنى بدلا من سيد درويش في رواية الباروكة ورحب به سيد وحياه قائلا: "ولد عال ولازم يكون حاجة كبيرة قي المستقبل".

### أم كلثوم
كذلك فالشيخ يونس القاضي هو مكتشف سيدة الغناء العربي أم كلثوم فقد سافر إليها في قريتها طماى الزهايرة بالمنصورة واقنع والدها الشيخ إبراهيم بالرحيل إلى القاهرة والتحول إلى غناء القصائد والاغانى العاطفية والوطنية بجانب الإنشاد الدينى ولكن والدها الشيخ إبراهيم لم يرض، ومرت الايام وقد التقاهم القاضي في مولد الحسين وكان معه الشيخ سيد درويش وعرض خالد الذكر ان يقدم لها الألحان مجانا إلا أن والدها رفض رفضا باتا.. وظل القاضي يلح على والدها إلى انا وافق ان تغنى قصائد عبده الحامولي ومنها أغنية «وحقك أنت المنى والطلب» وبعدها لحن لها عبد الوهاب أغنية خفيفة من تاليف الشيخ يونس القاضي مطلعها «قال ايه حلف ما يكلمنيش» وسرعان ما اشتهرت بها حتى أصبحت تنافس الست منيرة المهدية سلطانة الطرب في زمانها وصارت فيما بعد سيدة الغناء الأولى في العالم العربي.
الزعيم سعد زغلول
في 8/مارس عام 1919م نفى الزعيم / سعد زغلول وزملاءه إلى جزيرة مالطة بالبحر الأبيض المتوسط وكان معه رفقاءه.. حمدى الباسل ومحمد محمود وإسماعيل صدقى وقد صدرت تصريحات بمنع ذكر أسماءهم.. في هذا الوقت كان الشيخ يونس القاضي يشغل رئيس تحرير جريدة (مصر) السعدية الناطقة بلسان القبط والمسلمين في حزب الوفد وكان ذلك عام 1919م..
وهو بذلك داخـل الدائرة السياسية وبذكائه وطريقته كتب مسرحيات تشعل الشعور الوطنى حتى لا تضيع القضية وأصحابها.. وقد حكى الشيخ يونس لأسرته خاصة (أ. عبد الرازق فرغلى) نجل شقيقه والمسئول عن الكتابة له ومرافقته وقت مرضه أنه ألف في هذه الفترة مئات الأغانى سواء أدوار أو طقاطيق كما كتب أزجال صحفية عديدة..
وكانت أهم أغانى هذه المرحلة وأكثرها انتشاراً الأغانى التالية:
- يا بلح زغلول (كان هناك ثلاث أغان تحت هذا الاسم تخص الشيخ يونس القاضي أشهرها وهي المذكور نصها هنا).
- أهو دا اللى صار وآدى اللى كان.
- شال الحمام حط الحمام.. وغيرها.
كما كان في مسرحياته يحاول وضع اسم سعد والقضية وزغلول في النصوص سواء التي تغنى أو الممثلة للتذكير بشكل مستمر بالقضية المصرية.
كانت السلطـات الإنجليزية قد أصدرت قرار بجلد من يكتب أو يذكر اسم هؤلاء الزعماء المناضلين كما تم إصدار قرار بالحبس لكل من يثبت عليه ذلك..
لقد نفت السلطات الإنجليزية سعد زغلول وأصدرت قرار بسجن من يذكر اسمه ستة أشهر مع الشغل وجلده عشرين جلدة.. وكان هذا تحدى للفنانين فبدأ الشيخ يونس في استعمال اسم (سعد زغلول) ضمن مسرحياته وأغانيه في صياغات داخل أغان عاطفية أو فكاهية أو فلكلورية.. وكان الشيخ يونس يشغل منصب رئيس تحرير جريدة (مصر) وهي الجريدة السعدية الناطقة باسم المسلمين والقبط في الوفد.. وكان من أغانيه شال الحمام ونصها:
شال الحمام حط الحمام
زغلول وقلبى مال إليه
يفهم لغاه اللى يناغيه
عشق: ليل غيتى
حبيت كتير يا فرحتى
ييجى بإيدى أطوقه
وبوسة واحدة تفرقه
البدر ينظر من سماه
وإن كان يريد ألعب معاه

من مصر لما للسودان
أنده له لما أحتاج إليه
ويقول حميهم يا حمام
وحبهم من قسمتى
والناس عوازل في الغرام
وبين شفايفى أزقفه
ومع النديم يحلى الغرام
ويحسده على علاه
شال الحمام حط الحمام
لقد نجح الشيخ محمد يونس القاضي باعتماده على الموروث الشفاهى الشعبي في نظم أغنية سياسية لا يمكن أن يطولها قلم الرقابة الإنجليزية.. فالأغنية في ظاهرها واضحة كلها مناجاة مع الحمام وغيته بينما هي أغنية تعنى مفاهيم الترابط بين مصر والسودان والصمود أمام المستعمر ومساعدة الزعيم الذي يحمى البلاد..
يا عزيز عينى
لابد من التنويه أن هناك أكثر من نص تحت هذا العنوان.. أشهرهم نص الشيخ يونس القاضي وهو في بساطته ما جعله موجـود للآن وأحيانا ينسب للفولكلور وهذا خطأ تماماً لأنها أغنية ولها ملحن ومغن معروفين..
أما عن قصة الأغنية فهى كانت بسبب إجبار أبناء الشعب على الخدمة العسكرية الإنجليزية في بداية القرن العشرين (1915) وإبان الحرب العالمية الأولى كما ترددت أثناءه مشاكل (عزيز بـك المصري) مع السلطات المصرية التابعة للملك حيث كان عزيز المصري موالى للألمان ضد الإنجليز وذلك أثناء الحرب العالمية الثانية..
وقد اشتهرت جمل شعبية رددها الشعب عن عزيز المصري مثل (يا عزيز يا عزيز كُبة تاخد الإنجليز) وهي لمؤازرة هذا البطل في محنته، أما كلمات يونس القاضي فهى..
توت عنخ آمون
الأغنية التي هزت مصر فور اكتشاف مقبرة توت عنخ آمون
لقد غنت منيرة المهدية للشيخ يونس القاضي هذه الأغنية فور اكتشاف المقبرة الشهيرة للملك الشاب (توت عنخ آمون) وهو ضمن ملوك الأسرة (18) بالدولة الحديثة الفرعونية وتقع مقبرته في البر الغربي بوادى الملوك بالأقصر وقد كانت أهم مقبرة وقت اكتشافها نظراً لأنها وجدت كما تركها الفراعنة كاملة دون أن يدخلها أحد منذ وقت وفاة الملك.. لقد تأثر الفنان/محمود مختار النحات المصري الشهير وصنع تمثال (اللقية)..
كما أبدع الشيخ يونس القاضي. هذه الأغنية التي اشتهرت وذاعت حتى صار اسم توت عنخ آمون داخل كل منزل لأن انتشار كلمات يونس وصوت منيرة كان في أوج أوقاته حين ذاك، وقد لحنها الأستاذ/ محمد القصبجى.
ما يجيش زى إن لف الكون
ميجيش زى إن لف الكون
أسأل التاريخ ينبيك
إنت تغر الناس حتاويك
ظهرت غرايب في الآثار
ووصفى كم حير أفكار
وعمر قلبى إن كان يرتاح
واعمل سياسة السلم سلاح
بإيه تزيد إنت علىّ
ومصر أم المدنية

دنا أبويا توت عنخ آمون
عن مجدنا وبعدين أمشيك
وأنا أبويا توت عنخ آمون
تخلى جميع الناس تحتار
وأنا أبويا توت عنخ آمون
إلا إن رجع مجدى اللى راح
وأنا أبويا توت عنخ آمون
وبلادى مهد الحرية
وأنا أبويا توت عنخ آمون
أغانى لترسيخ الانتماء الوطنى
كانت مصر وحبها ومشاكلها في عقل وقلب الشيخ يونس القاضي وكانت بطلة أعماله وسنذكر أمثلة تم جمعها في بحث عن أعماله..
يذكر الشيخ يونس القاضي في حديث إذاعى أجراه في عام 1962م أن أول (زجل سياسى) كتبه في حياته نشر له عام 1911م في جريدة السيف وكان صاحبها (حسين على) ونصه:
يا ست مصر صباح الخير
فين العدالة يا مونشير

يسعد صباحك يا عنيه
وبس فين الحرية
يا ناس مرادى أشوف بلادى
في منتصف أغنيـة تعدت (38 بيت) وكانت من الغزل الصريح.. وضع يونس القاضي كلماته الوطنية ليستيقظ الجماهير من الحب والهيام على حقيقة الوطن المستعمر وكانت هذه الأبيات:
مصر يا شيخ دى بتاعتنا
ليه بس يا مصري لاهى
حب وطنـك أنـت أحسـن
وإنت ليه بس كسلان
في حب مارى وإحسان
حب الوطـن مـن الإيمـان
يا ناس مرادى
يا ناس مرادى أشوف بلادى
بالعز والرفعة رغم الأعـادى
قصدى بلادى تنول الاستقلال
دى بلادى جنة مافيش مثيلها
مصـر السعيدة نيلها شفانـى
في الملك كله مانساش جميلها
مصر الوحيدة نيلـها دوانـى
يا رب إشفها بنعمة الاستقلال
عايزين إيه منها بس الجماعة
دى بلادنا إحنا وإحنا أصحابها

ما يسبوها لنا وبلاش لكاعة
حد شريكنا في فتح بابها
لو كانوا يحسوا يشيلو العزال
بزيادة منهم شفنا الهوايل
بزيادة المصري صبح يعانى
سقونا
بزيادة اللحمة بقت حصانـى
بزيادة أكلونا الردة والنخال
ياللا ارفعوا إيديكم ويا أديه
يا رب انصرنا على الأعـادى
ونطلب من الله يشيل دى الرزية
وأعطـى بلادنـا كـل المرادى
ونعيش كلنا تحت ظل الاستقلال
من يصدق أنها ضمن أغنية باسم (هيص وبصبص) أغلب مقدمتها خليعة ولكنها تصدم رواد المسارح بكلماتها فتستيقظ شوارع القاهرة على مظاهرات ثائرة.. وهذا ذكاء الكاتب..
مصــر
هذا هو نص آخر أزجال يونس القاضي الوطنية كتبها في نهاية الستينات تقول كلماته:
هذه الأغنية اجتماعية في شكلها وطنية في مضمونها والذي يؤكد الالتزام بفترات التجنيد.. وقد تسببت هذه الأغنية في إقبال الشباب على التجنيد لخدمة الوطن والوقوف أمام أي عدو.. وقد كانت هذه الأغنية سبباً في إلغاء (نظام البدلية)

## نشيد بلادي
و لم يسلم القاضي من منغصات الحياة سواء من أهل لفن أو التجاهل الاعلامى وكما يروى عنه حسين عثمان في حكاياته وذكريات من الذاكرة بمجلة الكواكب عام 1979 ان الكثيرين يظنون ان سيد درويش هو مؤلف نشيد بلادى بلادى.. وقد روى لى القاضي انا وبعض الزملاء عن استيائه من ادعاء البعض ملكيته للنشيد حتى اننى ذكرته بحكايته لى انه كان قد سجل هذا النشيد مع عشرة اناشيد اخري في المحكمة المختلطة عام 1923قبل أن تكون هناك جمعية للمؤلفين والملحنين وقد غنت هذا النشيد الست تودد على اسطوانة مسجلة لشركة ميشيان تحت رقم 923 وكذلك محمد بهجت لنفس الشركة تحت رقم 942 وقد اختاره الموسيقار عبد الوهاب عام 1978 عقب توقيع معاهدة السلام ليكون النشيد الوطني للبلاد.. وبعدها تحرك هو وابنائه لاثبات حقوق الأداء عن النشيد لدى شركات التسجيلات.
ويذكر ان نشيد بلادى بلادى كتبه القاضي لترجمة مشاعر الشعب المصري بعد نفى سعد زغلول ورفاقه ولا تتوقف ابدا عند ذلك بل كتب أيضا (يا بلح زغلول) و (اهو ده اللى صار) و (شال الحمام حط الحمام من مصر لما للسودان) و (يا عزيز عينى) التي كتبها بسبب اجبار الشعب على الخدمة العسكرية في صفوف الإنجليز المحتلين ولا ينسي التاريخ له اغنيته عام 1911 وكانه يكتبها عن أحوال مصر هذه الايام
 يا ست مصر صباح الخير.. يسعد صباحك يا عنية.. فين العدالة يا مونشير.. وبس فين الحرية 

## أهم أعماله
- زورونى كل سنة مرة
- اهو ده اللى صار
- انا هويته وانتهيت
- يابلح زغلول
- خفيف الروح بيتعاجب
- يا عزيز عيني
- يمامه حلوه
- النشيد الوطني المصري